# Leucobrotula adipata
Leucobrotula adipata är en fiskart som beskrevs av Koefoed 1952. Leucobrotula adipata ingår i släktet Leucobrotula och familjen Parabrotulidae. Inga underarter finns listade i Catalogue of Life.